# Успение Богородично (Скребатно)
„Успение на Пресвета Богородица“ или „Света Богородица“ (на македонска литературна норма: „Успение на Пресвета Богородица“) е православна манастирска църква в охридското село Скребатно, Северна Македония. Църквата е част от Охридското архиерейско наместничество на Дебърско-Кичевската епархия на Македонската православна църква – Охридска архиепископия. Църквата е католикон на Скребатинския манастир.
Манастирът е разположен на няколко километра югозападно над Скребатно. Църквата е значително обновена в 1922 година от кършен камък. Живописта е от 1929 година, дело на Кръстьо Николов и сина му Рафаил Кръстев от Лазарополе. От оригиналната църква от XVI век са запазени остатъци от стенописи в олтарната апсида.
През 60-те години с обезлюдяването на селото и църквата е запусната. В 2003 и в 2006 година, църквата повторно е значително обновена. Поставен е купол на осемстранна основа и височината на свода става 8 m, а висиочината на купола 12 m. Дограждането е по проект на охридския архитект Тодор Паскали. В двора на църквата е издигната камбанария висока десетина метра по проект на архитект Драги Танески. Новата живопис е изписана в 2007 и в 2008 година от зографите Владимир Коцарев и Стефан Кайтез - сцени от Христовия цикъл и новозаветни светци. Иконостасът е триредов и завършва с кръст. На първия ред от лявата страна на царските двери са „Иисус Христос“ и „Свети Йоан Кръстител“, а от дясната страна „Света Богородица“, „Успение Богородично“ и „Свети Георги“. На втория ред са поставени 13 икони на светци и големите празници: „Свети Никола“, „Свети Стилиан“, „Възкресение Христово“, „Свети Спиридон“, „Света Петка“, „Рождество Христово“, „Свети Атанасий“, „Свети Климент“, „Кръщение Христово“, „Света Неделя“, „Свети Илия“, „Свети Талалей“ и „Свети Наум“. На третия ред има 15 икони - 12 апостолски, в средата „Света Троица“ и в краищата „Свети Трифон“ и „Свети Димитър“.